# Quem Perde, Ganha
Quem Perde, Ganha foi um programa de televisão do canal brasileiro e exibido pelo SBT entre 23 de agosto e 24 de novembro de 2007. O programa assim como O Grande Perdedor foi baseado no programa americano The Biggest Loser. 
O programa foi apresentado por Lígia Mendes, tendo seus primeiros episódios exibidos às quintas-feiras, depois aos sábados.

## Antecedentes
Seu nome anterior era O Grande Perdedor, mas foi alterado para o atual visando melhorar a aceitação deste pelos anunciantes.
A primeira edição do reality dos obesos foi exibido pelo SBT nos domingos à noite, e apresentado pelo empresário e animador Silvio Santos. Atingiu média de 22 pontos, consagrando-se em um sucesso na época.

## O Programa
No reality havia 14 participantes, todos com mais de 100 quilos. A principal meta de todos eles é conseguir emagrecer. Durante toda semana, os participantes faziam dietas, praticam exercícios físicos e participavam de várias gincanas. 
No final da semana, os participantes se pesam. A equipe que perdeu mais peso fica imune à eliminação. Já a equipe que perdeu menos peso se reúne e indica uma pessoa para ser eliminada.